# Rijksbeschermd gezicht Borssele
Gezicht Borssele is een van rijkswege beschermd dorpsgezicht in Borssele in de Nederlandse provincie Zeeland. De procedure voor aanwijzing werd gestart op 1 maart 1983. Het gebied werd op 12 maart 1985 definitief aangewezen. Het beschermd gezicht beslaat een oppervlakte van 24,5 hectare.
Panden die binnen een beschermd gezicht vallen krijgen niet automatisch de status van beschermd monument. Wel zal de gemeente het bestemmingsplan aanpassen om nieuwe ontwikkelingen in het gebied te reguleren. De gezichtsbescherming richt zich op de stedenbouwkundige en cultuurhistorische waardering van een gebied en wil het toekomstig functioneren daarvan veiligstellen.
Het dorpsgezicht is een van de 17 beschermde stads- en dorpsgezichten in Zeeland.